# Sebastian Collberg
Erik Sebastian Collberg (* 23. Februar 1994 in Mariestad) ist ein schwedischer Eishockeyspieler, der seit Juni 2020 bei BIK Karlskoga in der HockeyAllsvenskan unter Vertrag steht.

## Karriere
Sebastian Collberg begann seine Karriere als Eishockeyspieler in seiner Heimatstadt in der Nachwuchsabteilung von Mariestad BoIS, für dessen Seniorenmannschaft er in der Saison 2009/10 in der drittklassigen Division 1 aktiv war. Anschließend wechselte der Flügelspieler zum Frölunda HC, für dessen Profimannschaft er in der Saison 2010/11 sein Debüt in der Elitserien, der höchsten schwedischen Spielklasse, gab. In seinem Rookiejahr blieb er in der Elitserien in fünf Spielen punkt- und straflos. Zudem bestritt er eine Partie in der European Trophy. Im KHL Junior Draft 2011 wurde er in der fünften Runde als insgesamt 124. Spieler vom HK Awangard Omsk ausgewählt, blieb jedoch zunächst weiterhin beim Frölunda HC, bei dem er sich in der Saison 2011/12 einen Stammplatz erspielen konnte.
Im Sommer 2012 sicherten sich die Montreal Canadiens aus der National Hockey League im Rahmen des NHL Entry Draft die Transferrechte des Schweden und nahmen ihn im Mai 2013 unter Vertrag. Zuvor hatte Collberg in der Saison 2012/13 bereits zwei Spiele für das Farmteam Hamilton Bulldogs in der American Hockey League bestritten. Für die folgende Spielzeit 2013/14 wurde er von den Canadiens zurück an Frölunda verliehen, bevor man ihn im März 2014 innerhalb der NHL zu den New York Islanders transferierte. Dort kommt der Angreifer jedoch seit der Saison 2014/15 bisher ausschließlich im Farmteam Bridgeport Sound Tigers in der AHL zum Einsatz.
Nach zwei Jahren in der Organisation der Islanders, bei denen er keinen NHL-Einsatz absolvierte, kehrte er im Mai 2016 in seine Heimat zurück und unterzeichnete einen Zweijahresvertrag beim Rögle BK.
In der Saison 2019/20 spielte Collberg bei den EC Graz 99ers in der Erste Bank Eishockey Liga. Aufgrund vieler Verletzungen schöpfte er sein spielerisches Potential oft nicht aus. Im Juni 2020 wurde sein Wechsel zu den Löwen Frankfurt in die DEL2 bekannt gegeben.

### International
Für Schweden nahm Collberg am Ivan Hlinka Memorial Tournament 2011 sowie an den U20-Weltmeisterschaften 2012, 2013 und 2014 teil und erreichte mit der schwedischen Auswahl dabei jeweils die Medaillenränge.

## Erfolge und Auszeichnungen
- 2011 Silbermedaille beim Ivan Hlinka Memorial Tournament
- 2012 Goldmedaille bei der U20-Junioren-Weltmeisterschaft
- 2013 Silbermedaille bei der U20-Junioren-Weltmeisterschaft
- 2014 Silbermedaille bei der U20-Junioren-Weltmeisterschaft

## Karrierestatistik
(Legende zur Spielerstatistik: Sp oder GP = absolvierte Spiele; T oder G = erzielte Tore; V oder A = erzielte Assists; Pkt oder Pts = erzielte Scorerpunkte; SM oder PIM = erhaltene Strafminuten; +/− = Plus/Minus-Bilanz; PP = erzielte Überzahltore; SH = erzielte Unterzahltore; GW = erzielte Siegtore; 1 Play-downs/Relegation; Kursiv: Statistik nicht vollständig)